# اشیر (چالوس)
اشیر، روستایی است از توابع بخش مرزن‌آباد شهرستان چالوس در استان مازندران ایران.

## جمعیت
این روستا در دهستان کوهستان (چالوس) قرار دارد و براساس سرشماری مرکز آمار ایران در سال ۱۳۹۵، جمعیت آن ۱۶۷ نفر (۵۶ خانوار) بوده‌است. مردم اشیر از قومیت طبری هستند. مردم اشیر به زبان طبری با گویش چالوسی سخن می‌گویند.